# Zwei alte Hasen
Zwei alte Hasen ist eine Fernsehserie des ZDF, die im Jahr 1994 produziert wurde. Zwei ehemalige DDR-Ganoven müssen sich in einem wiedervereinten Berlin zurechtfinden.

## Handlung
Die beiden liebenswerten Ganoven Paul Jablonski (Harald Juhnke) und Wilhelm Wille Wuttke (Heinz Schubert) haben die letzten zwölf Jahre hinter schwedischen Gardinen verbracht. Nach der Wende werden sie auf Bewährung entlassen. Um an Geld zu gelangen, möchten sie ihr in der DDR erlerntes Handwerk wieder aufnehmen, haben aber mit den veränderten Verhältnissen in der wiedervereinten Stadt so ihre Probleme. Zudem gestaltet sich ihre Suche nach dem Versteck eines von ihnen einst geraubten Goldschatzes als schwierig, denn die Polizei vertreten durch Kommissar Hassel und Kriminalassistent Schulz lässt sie nicht aus den Augen und auch der Boss der örtlichen Unterwelt Max Bischof ist an der Beute interessiert. Und dann gibt es da noch die lästige Bewährungshelferin Petra Wittich.

## Schauspieler und Rollen
Neben den in der folgenden Tabelle gezeigten Schauspielern hatten unter anderen Marijam Agischewa, Ben Becker, Volker Brandt, Pinkas Braun, Simone Rethel, Hans Peter Hallwachs, Ingrid Steeger, Barbara Valentin, Jörg Pleva, Dieter Pfaff und Johannes Heesters Gastauftritte. Die erzählende Stimme im Hintergrund kam von Joachim Pukaß.
| Schauspieler       | Rolle                        | Episoden |
| ------------------ | ---------------------------- | -------- |
| Thomas Fritsch     | Max Bischhoff                | 6        |
| Reiner Heise       | Schulz                       | 15       |
| Harald Juhnke      | Paule Jablonski              | 15       |
| Rolf Nagel         | Hauptkommissar Konrad Hassel | 15       |
| Janette Rauch      | Petra Wittich                | 12       |
| Heinz Schubert     | Wille Wuttke                 | 15       |
| Martin Semmelrogge | Hannes Baselow               | 13       |
| Rolf Zacher        | Checkpoint-Charlie           | 3        |
| Daniela Ziegler    | Frau Dr. Reddemann           | 7        |

## Episoden
| Folge | Titel                       | Erstausstrahlung  |
| ----- | --------------------------- | ----------------- |
| 1     | Goldfieber                  | 19. November 1994 |
| 2     | Um Kopf und Kragen          | 19. November 1994 |
| 3     | Aller Anfang ist schwer     | 26. November 1994 |
| 4     | Ein linkes Ding             | 3. Dezember 1994  |
| 5     | Herz As + Pik Bube          | 10. Dezember 1994 |
| 6     | Alles oder nichts           | 17. Dezember 1994 |
| 7     | Wie gewonnen – so zerronnen | 31. Dezember 1994 |
| 8     | C’est la vie                | 7. Januar 1995    |
| 9     | Entführer wider Willen      | 14. Januar 1995   |
| 10    | Heißes Eis                  | 21. Januar 1995   |
| 11    | Falscher Hase               | 28. Januar 1995   |
| 12    | Clarissa                    | 4. Februar 1995   |
| 13    | Grandhotel                  | 11. Februar 1995  |
| 14    | Der Psychologe              | 18. Februar 1995  |
| 15    | Russische Eier              | 25. Februar 1995  |

## DVD-Veröffentlichung
Die Serie wurde am 16. März 2018 in einer Komplettbox mit allen 15 Episoden von Pidax veröffentlicht.